# كريستين أونو
كريستين أونو (بالإنجليزية: Kristine Aono)‏ هي فنانة أمريكية، ولدت في 1960.